# Zombies 2
Zombies 2 é um filme DCOM de fantasia musical sobrenatural que estreou no Disney Channel a 14 de fevereiro de 2020, servindo como uma sequela do filme de 2018 Zombies. 
O filme é protagonizado por Milo Manheim e Meg Donnelly, juntamente com os novos membros do elenco Chandler Kinney, Pearce Joza e Ariel Martin e com Trevor Tordjman, Kylee Russell e Carla Jeffery, que também fazem parte do elenco original. O filme mostra os zombies e os líderes de claque, que desde os eventos do primeiro filme se reconciliaram, tentando coexistir ao mesmo tempo que têm que lidar com lobisomens na cidade de Seabrook.
Uma sequela, Zombies 3, foi lançada em julho de 2022.

## Sinopse
Zed e Addison continuam a encaminhar a Escola de Seabrook no sentido da união. Mas a chegada de um misterioso grupo de lobisomens ameaça abalar a paz recém formada entre humanos e zombies e provoca uma rutura entre Zed e Addison.

## Elenco
- Milo Manheim como Zed Necrodopolis, um zombie
- Meg Donnelly como Addison Wells, uma adolescente com cabelo branco natural
- Trevor Tordjman como Bucky Buchanan, o primo xenófobo e egocêntrico de Addison que lidera a equipa de claque da Secundária Seabrook
- Kylee Russell como Eliza Zambie, uma zombie que é amiga de Zed e luta pela igualdade
- Carla Jeffery como Bree, uma animadora de claque que é a melhor amiga de Addison
- Chandler Kinney como Willa Lykensen, a líder da alcateia de lobisomens da Floresta Proibida
- Pearce Joza as Wyatt Lykensen, o irmão da líder da alcateia de lobisomens da Floresta Proibida
- Ariel Martin como Wynter Barkowitz, membro da alcateia de lobisomens da Floresta Proibida
- Kingston Foster como Zoey, a irmã mais nova de Zed
- James Godfrey como Bonzo, um zombie que é amigo de Zed e fala principalmente linguagem zombie que tem de ser traduzida por Zed e/ou Eliza
- Naomi Snieckus como Sra. Lee, a diretora da Secundária Seabrook
- Tony Nappo como Zevon Necrodopolis, o pai de Zed e Zoey
- Jasmine Renee Thomas como Stacey, uma animadora de claque amiga de Bucky e membro dos Aceys
- Emilia McCarthy como Lacey, uma animadora de claque amiga de Bucky e membro dos Aceys. O seu verdadeiro nome é Jenny
- Noah Zulfikar como Jacey, o mais recente membro dos Aceys. O seu verdadeiro nome é Kevin
- Paul Hopkins como Dale Wells, o pai de Addison, que é o Chefe da Patrulha de Zombies
- Marie Ward como Missy Wells, a mãe de Addison e a presidente de Seabrook
- Jonathan Langdon como Treinador, o treinador da equipa de futebol da Secundária Seabrook.

### Dobragem portuguesa
O elenco de dobragem é constituído por:
- Alexandre Carvalho dá voz a Zed
- Joana Castro dá voz a Addison
- Maria Camões dá voz a Willa
- João Jesus dá voz a Wyatt
- Marta Mota dá voz a Wynter
- Romeu Vala dá voz a Bucky
- Mara Prates dá voz a Eliza
- Erica Rodrigues dá voz a Bree
- Ana Rita Monteiro dá voz a Zoey
- Gonçalo Carvalho dá voz a Bonzo
- Rita Tristão dá voz a Sra. Lee
- Luís Lobão dá voz a Dale
- Maria João Miguel dá voz a Missy
- Carlos Macedo dá voz a Zevon
- Bárbara Lourenço dá voz a Lacey
- Inês Pereira dá voz a Stacey
- André Raimundo dá voz a Jacey
- Ricardo Monteiro dá voz a Treinador

Dobrado no estúdio PTSDI Media. Pedro Pernas, Elsa Galvão e Pedro Leitão dão voz a personagens adicionais. A direção de dobragem e a adaptação de diálogos está a cargo de Paula Fonseca, enquanto que Marina Tavares é a tradutora de diálogos.

## Produção
No início de 2019, foi anunciado que estava a ser produzida uma sequela do primeiro filme, com o regresso dos protagonistas, diretores e escritores. Pearce Joza, Chandler Kinney e Ariel Martin juntaram-se ao elenco do filme, que contaria também com o regresso de Kylee Russell, Trevor Tordjman, Carla Jeffery, James Godfrey, e Kingston Foster. O filme é escrito por David Light e Joseph Raso, com a direção de Paul Hoen, a produção de Mary Pantelidis e a produção executiva de Anna Gerb, Paul Hoen e Joseph Raso. A produção do filme começou a 27 de maio de 2019, e terminou a 15 de julho de 2019, com gravações em Toronto. Também foram gravadas cenas em Rockwood Conservation Area.

## Banda sonora
Zombies 2 (Original TV Movie Soundtrack) é a banda sonora oficial do filme lançada a 14 de fevereiro de 2020, de forma a coincidir com a estreia do filme, sendo uma sequela de Zombies (2018) e o segundo filme franquia musical com o mesmo nome. O álbum apresenta músicas originais com a performance dos atores do filme Milo Manheim, Meg Donnelly, Kylee Russell, Trevor Tordjman, Carla Jeffery, Emilia McCarthy, Jasmine Renee Thomas, Noah Zulfikar, Baby Ariel e vários outros artistas. A 3 de janeiro de 2020, foi lançado o primeiro single do filme "We Got This". O segundo single "New Kid in Town" foi lançado a 24 de janeiro, juntamente com um video musical.
| N.º            | Título                      | Artista(s) | Duração |  |
| 1.             | "We Got This"               | Milo Manheim, Meg Donnelly, Kylee Russell, Trevor Tordjman, Carla Jeffery, Emilia McCarthy, Jasmine Renee Thomas, James Godfrey e Noah Zulfikar                               | 3:12    |  |
| 2.             | "We Own the Night"          | Chandler Kinney, Pearce Joza e Baby Ariel | 2:30    |  |
| 3.             | "Like the Zombies Do"       | Milo Manheim, Kylee Russell, Chandler Kinney e Pearce Joza | 2:03    |  |
| 4.             | "Gotta Find Where I Belong" | Milo Manheim e Meg Donnelly | 2:44    |  |
| 5.             | "Call to the Wild"          | Meg Donnelly, Chandler Kinney e Pearce Joza | 2:36    |  |
| 6.             | "I'm Winning"               | Milo Manheim, Kylee Russell, Trevor Tordjman, Emilia McCarthy, Jasmine Renee Thomas e Noah Zulfikar                                                                           | 2:49    |  |
| 7.             | "Flesh & Bone"              | Milo Manheim, Meg Donnelly, Kylee Russell, Carla Jeffery, Chandler Kinney, Pearce Joza e Baby Ariel                                                                           | 3:33    |  |
| 8.             | "One For All"               | Milo Manheim, Meg Donnelly, Kylee Russell, Trevor Tordjman, Carla Jeffery, Chandler Kinney, Pearce Joza and Baby Ariel, Emilia McCarthy, Jasmine Renee Thomas e Noah Zulfikar | 2:52    |  |
| 9.             | "Someday (Reprise)"         | Milo Manheim e Meg Donnelly | 1:13    |  |
| 10.            | "New Kid in Town"           | Baby Ariel | 3:09    |  |
| Duração total: | Duração total:              | Duração total: | 26:41   |  |

## Sequela
Um terceiro filme, intitulado de Zombies 3, foi anunciado a 22 de março de 2021. As gravações começaram a 31 de maio de 2021 em Toronto. Matt Cornett, Kyra Tantao e Terry Hu são as novas adições no elenco. O filme foi lançado no Disney+ a 15 de julho de 2022, estreando mais tarde com uma versão alongada no Disney Channel a 12 de agosto de 2022. O terceiro filme envolve uma invasão alienígena. A 20 de maio de 2022, RuPaul foi anunciado no elenco para dar voz à "Nave-Mãe", descrita na sinopse oficial como "um OVNI cómico passivo-agressivo".